# Hyundai Pony

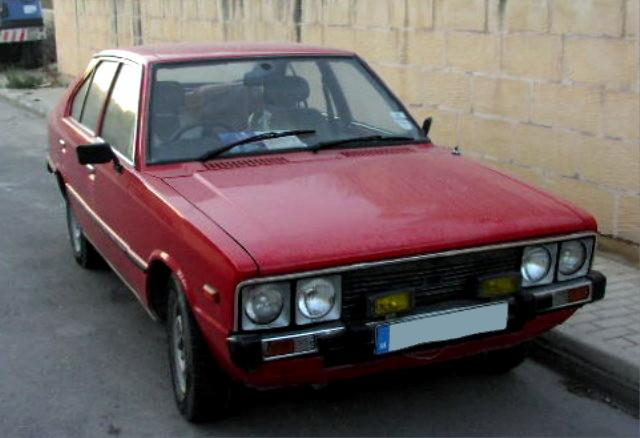
Pony från första generationen

Hyundai Pony är en koreansk småbil. Det var den första "egna" koreanska bilmodellen. 
Den första Pony som kom 1975 var en bakhjulsdriven bil med motor och växellåda från Mitsubishi. Den tillverkades i fyra varianter, 3- och 5-dörrars halvkombi, 5-dörrars kombi och 2-dörrars pickup. Konstruktionen var delvis baserad på Morris Marina. 

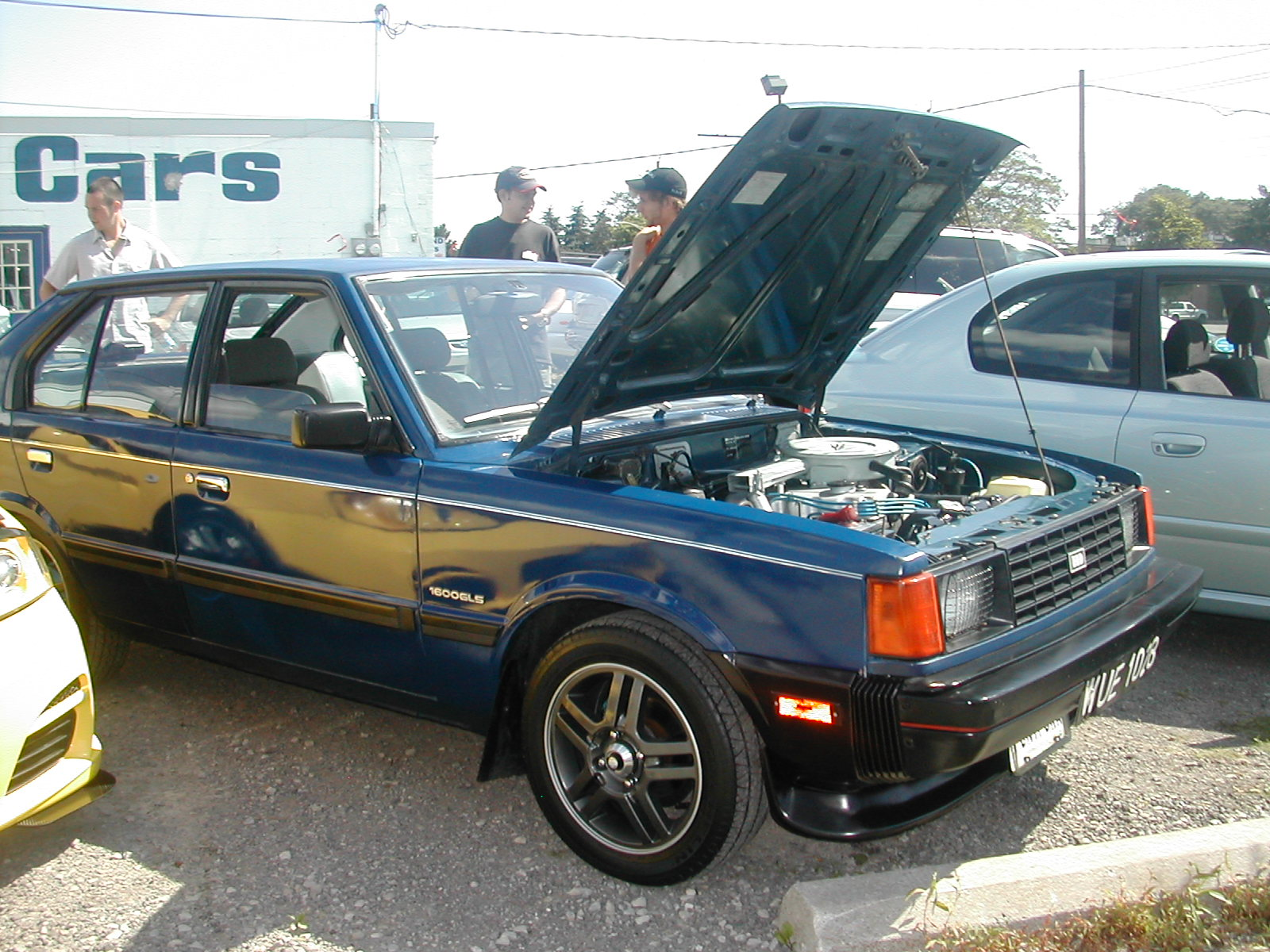
Bakhjulsdriven Pony från mitten av 80-talet

Pony fick en ansiktslyftning 1982, och den bakhjulsdrivna varianten slutade tillverkas 1988.

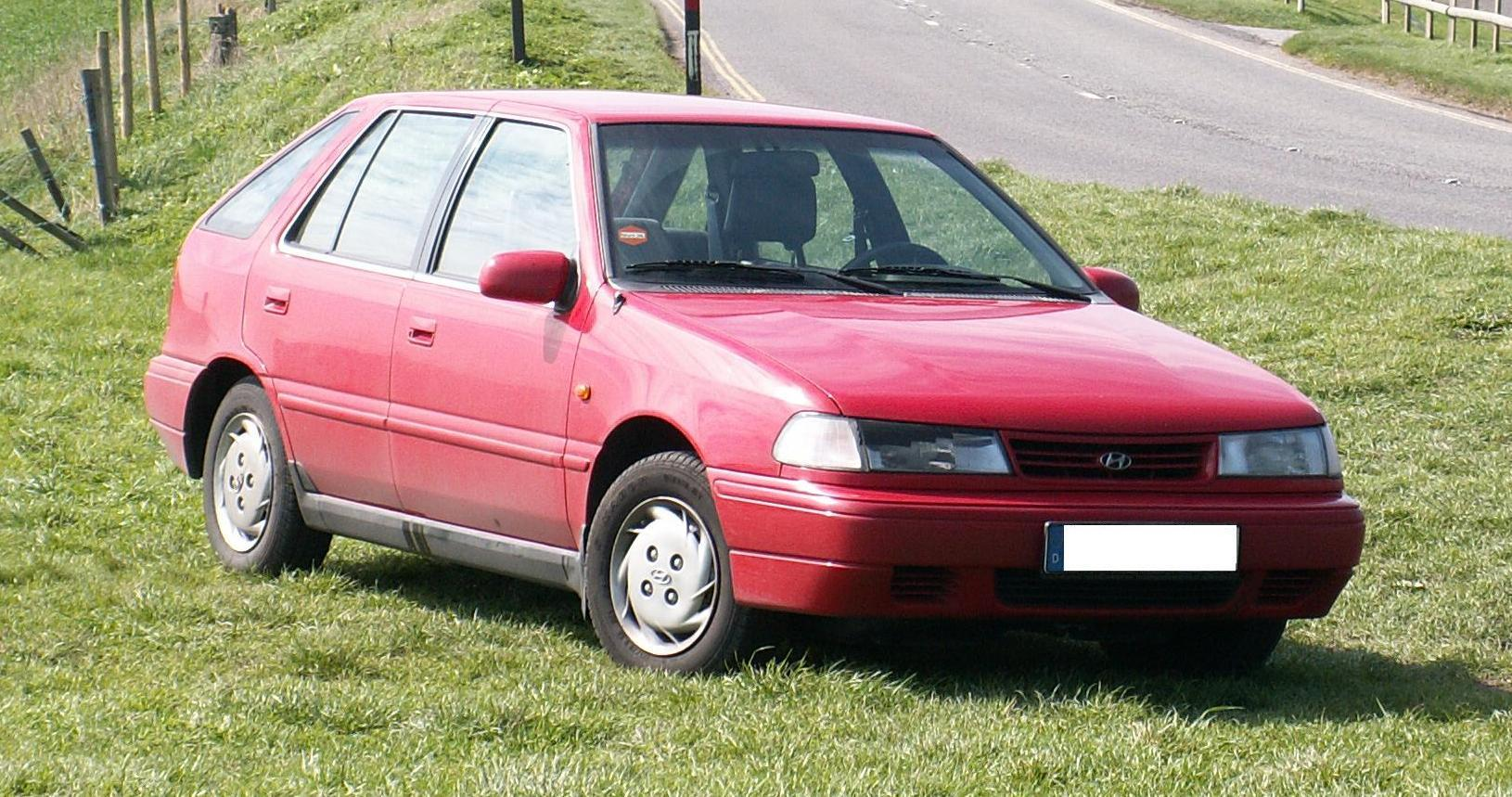
Framhjulsdriven Pony från mitten av 90-talet

1985 kom den framhjulsdrivna Ponyn, som också kallades Hyundai Excel på vissa marknader (t.ex. Nordamerika). Den gick att få som 3- eller 5-dörrars halvkombi, eller 4-dörrars sedan.
I december 1990 började Pony säljas i Sverige, dock såldes aldrig 5-dörrars-modellen i landet. 
Bilen fanns också i en coupé-variant som hette Hyundai Scoupe.
1994 ersattes Pony av Hyundai Accent.
Den äldsta Ponymodellen syns lite då och då i filmen Sällskapsresan, som spelades in på Gran Canaria. Bland annat så har Gösta Angerud en röd sådan som hyrbil. I en scen i filmen så vadar Angerud i ett vattenhinder, för att han glömt nycklarna till sin Pony i golfbagen som han kastat i vattnet.
- Wikimedia Commons har media som rör Hyundai Pony.